# تسولوو
تسولوو (به آلمانی: Zülow) یک شهر در آلمان است که در لودویگسلوست-پارشیم واقع شده‌است. تسولوو ۱۵۳ نفر جمعیت دارد.